# Sistotrema hispanicum
Sistotrema hispanicum är en svampart som beskrevs av M. Dueñas, Ryvarden & Tellería 1988. Sistotrema hispanicum ingår i släktet Sistotrema och familjen Hydnaceae.   Inga underarter finns listade i Catalogue of Life.